# 秦氏金星蕨
秦氏金星蕨（学名：Parathelypteris chingii）为金星蕨科金星蕨属下的一个种。

## 扩展阅读
維基物種上的相關：秦氏金星蕨